# Amante amore

Mina eseguì la canzone anche durante gli ultimi Live del 1978

Amante amore è un brano musicale della cantante italiana Mina, contenuto nell'album Mina con bignè, pubblicato nel 1977.

## La storia
Il brano - composto, arrangiato e diretto da Pino Presti con testo di Cristiano Malgioglio - racconta l'incontro di una donna che decide di avere, solo per una notte, una storia d'amore con uno sconosciuto. 
Mina si cimenta per l'occasione, probabilmente per la prima volta, in una composizione dance, genere musicale che affronterà ancora nel 1978, con il remake di Città vuota.
Amante amore fu eseguita da Mina nel corso dei suoi ultimi concerti dal vivo al teatro-tenda Bussoladomani e inserita nel doppio album Mina Live '78.
Nel 2005 Mina concesse a Pino Presti di campionare la sua voce per la realizzazione, sotto lo pseudonimo Gardner e con la collaborazione di Stefano Colombo, Melodica Records e della cantante Joanna Cassini, di un remake della canzone, dal titolo Feel Like A Woman, che fu pubblicata in versione mix da discoteca con otto versioni al suo interno, da quella più indirizzata al mondo dei club a quella latina passando per remix più fedeli alla versione originale.
Nel 2010 Cristiano Malgioglio propose una sua versione del brano, contenuta nell'album Cara Mina ti scrivo.
Nel maggio 2024 una versione lounge della canzone è realizzata, prodotta e arrangiata  da Papik per l'etichetta Irma Records, con la voce di Laura Lanzillo.

## Formazione versione originale
- Basso elettrico, piano, Fender Rhodes, synth - Pino Presti
- Chitarra elettrica - Sergio Farina
- Batteria - Walter Scebran
- Flauto - Gianni Bedori
- Congas - George Aghedo
- Archi e fiati degli Studi di Milano
- Tecnico del suono - Nuccio Rinaldis
- Studio di registrazione - La Basilica (Milano)

### Video
Dopo il video della versione originale realizzato nel 2008 con l'immagine della copertina dell'album Mina con bignè, nel 2014 il canale you tube "Dario Mina Fan" ha riproposto una clip "dedicata", con un collage di celebri film musicali girati negli Stati Uniti e in Italia negli anni quaranta e cinquanta. Il canale Dario Mister 2 note ha riproposto una clip con l'introduzione dalla trasmissione radiofonica "Incontri musicali del mio tipo" , Video mix delle sue numerose partecipazioni alle trasmissioni RAI dal 59 al 78 https://www.youtube.com/watch?v=oXcXDIO7qo8 